# Gaylussacia setosa
Gaylussacia setosa är en ljungväxtart som beskrevs av L.S. Kinoshita-Gouvêa. Gaylussacia setosa ingår i släktet Gaylussacia och familjen ljungväxter. Inga underarter finns listade i Catalogue of Life.